# Krijn
Krijn é o nome comum de um fóssil de Neandertal descoberto na costa holandesa. Ele é o primeiro hominídeo fóssil datado da época do Pleistoceno (2,6 milhões a 11 700 anos atrás) encontrado sob a água do mar e o primeiro Neandertal registrado na Holanda.
Quando Krijn estava vivo, entre 70 000 e 50 000 anos atrás, ele morava em Doggerland, uma vasta faixa de terra entre o Reino Unido e a Europa continental, que agora está submersa no Mar do Norte. Uma lesão acima da sobrancelha de Krijn indicava que ele tinha um tumor conhecido como cisto epidermóide intradiploico.

## Publicação
O fóssil foi divulgado por Ronald Plasterk, Ministro da Educação, Cultura e Ciência, em uma entrevista coletiva realizada no Museu Nacional de Antiguidades da Holanda, em Leiden. O Museu de História Natural de Londres e o Museu Boerhaave em Leiden também prestam atenção à descoberta.  A descoberta é mais notável por ser a primeira evidência da presença de um Neandertal na Holanda. A análise científica do fragmento de crânio foi publicada no Journal of Human Evolution em 2009.